# Dalton (Lancashire)
Pour les articles homonymes, voir Dalton.
Dalton est un village anglais du West Lancashire.